# Ronan & Erwan Bouroullec
Ronan & Erwan Bouroullec ist ein international tätiges Design-Studio mit Sitz in Paris, Frankreich. Gleichberechtigte Partner sind die Brüder Ronan Bouroullec (* 1971 in Quimper) und Erwan Bouroullec (* 1976 in Quimper). 

## Leben
Ronan Bouroullec diplomierte 1996 auf der École nationale supérieure des arts décoratifs in Paris und gründete im selben Jahr ein Designbüro dort. Erwan arbeitete während seines Studiums als Assistent an den ersten Entwürfen mit. 1998 präsentierten die beiden ihre „Disintegrated Kitchen“ auf der Möbelmesse in Mailand und wurden von Giulio Cappellini entdeckt. Von ihm erhielten sie den ersten kommerziellen Auftrag für das Designlabel cappellini. 1999 beendete sein Bruder Erwan Bouroullec an der École nationale supérieure d’arts in Cergy-Pontoise das Studium erfolgreich und schloss sich als Partner dem Büro seines Bruders an, das seitdem als Ronan & Erwan Bouroullec firmiert. 
2000 bekamen Ronan und Erwan einen Auftrag zur Gestaltung des Schauraumes für die Kollektion A-Poc von Issey Miyake in Paris. Im gleichen Jahr kam es zu ersten Gesprächen mit Rolf Fehlbaum, dem Besitzer von vitra, die zu einer umfangreichen Kooperation – beginnend mit einem Bürosystem „Joyn“ – führten. Seit 2004 arbeiten die Brüder auch für den italienischen Möbelhersteller Magis, 2006 entwarfen sie für den dänischen Stoffhersteller Kvadrat den neuen Schauraum in Stockholm. Das textile Raumteilsystem „North Tiles“ ist ein Ergebnis dieser Zusammenarbeit.
Seit 2001 arbeiten die Brüder Bouroullec auch an verschiedenen experimentellen Design-Projekten, die in vier Ausstellungen in der Galerie Kreo in Paris öffentlich vorgestellt wurden.

## Produkte
- 1997: Spring Chair (cappellini)
- 2001: Glide Sofa (cappellini), Outdoor Sessel (Ligne Roset)
- 2002: Joyn (vitra)
- 2004: Algues (vitra), Cloud Regal (cappellini)
- 2005: Striped Serie (magis), Lantern Leuchten (Belux), Facett Serie (Ligne Roset)
- 2006: Worknest Bürostuhl (vitra)
- 2008: Softshell (vitra), Papyrus Sessel (Kartell)
- 2015: Serif TV für Samsung

## Auszeichnungen
- 1998: „Grand Prix du Design de la Ville de Paris“
- 1999: „New Designer Award“ bei der International Contemporary Furniture Fair, New York
- 2002: „Designers of the Year“ beim Salon du Meuble, Paris
- 2005: „Red Dot Award“ für die Facett Kollektion für Ligne Roset (Kategorie „Best of the Best“)
- 2008: „Red Dot Award“ für das Worknest Büro für vitra (Kategorie „Best of the Best“)
- 2008: „Finn-Juhl Prize“, Kopenhagen

## Ausstellungen (Auszug)
- 1998: „La vie en rose“, Cartier Foundation, Paris
- 2001: „Ronan et Erwan Bouroullec“, Galerie Kreo, Paris
- 2001: „Manger“, New Forms of Living, Salon du meuble, Paris
- 2001: „Ronan et Erwan Bouroullec“, Miyake Design Studio Gallery, Tokio
- 2002: „Ronan et Erwan Bouroullec“, Design Museum, London
- 2003: „Ronan and Erwan Bouroullec“, Droog Design gallery, Amsterdam
- 2004: „Culture Design“, („Design en stock“ und „40 ans de Mobilier National“), Palais de la Porte Dorée, Paris
- 2004: „Séjours éphémères“, Sterdelijke Musea, Kortrijk
- 2004: „Assemblages, 250, 150, 60“, Galerie Kreo, Paris
- 2004: „Ronan and Erwan Bouroullec“, Boijmans Museum of Art, Rotterdam
- 2004: „Ronan and Erwan Bouroullec“, MOCA, Museum of Contemporary Art, Los Angeles
- 2004: Installation „The Ideal House“, Kölner Möbelmesse imm cologne,
- 2006: „Swarm“, The Fabric Workshop and Museum, Philadelphia
- 2007: N„ature Design“, Museum für Gestaltung, Zürich
- 2007: „Airs de Paris“, Musée National d’Art Moderne - Centre George Pompidou, Paris